# Mazurzenie
Mazurzenie (także mazurowanie, rzadziej sakanie, na Śląsku sycenie) – proces fonetyczny polegający na wymawianiu zamiast spółgłosek dziąsłowych ⟨sz⟩, ⟨cz⟩, ⟨ż⟩, ⟨dż⟩ głosek zębowych: ⟨s⟩, ⟨c⟩, ⟨z⟩, ⟨dz⟩. Na przykład: „czepek” jako cepek, „szyja” jako syja, „życie” jako zycie. Jest postrzegane jako znamię statusu społecznego („wiejska” mowa) i mówiący mają tendencję do wyzbywania się go. Zjawiskiem przeciwnym do mazurzenia, a powstałym poprzez hiperpoprawne unikanie mazurzenia, jest szadzenie.
Mazurzenie jest bardzo charakterystyczne dla wielu polskich dialektów, szczególnie zaś na Mazowszu i Mazurach, a także na terenie Małopolski i Śląska. Również w Wielkopolsce – na terenie niemazurzącym, w okolicach Puszczy Noteckiej w gwarze Mazurów wieleńskich (osadników z Mazowsza) występuje zjawisko mazurzenia.
Mazurzenie nie zachodzi w przypadku głosek [ʂ] („sz”) i [ʐ] („ż”) pochodzących od spalatalizowanego „r”, jak np. w wyrazach „przez” i „rzeka”.
Podobny proces występuje w języku słowackim (tzw. cakawizm), niektórych dialektach rosyjskich i serbsko-chorwackich.

## Występowanie

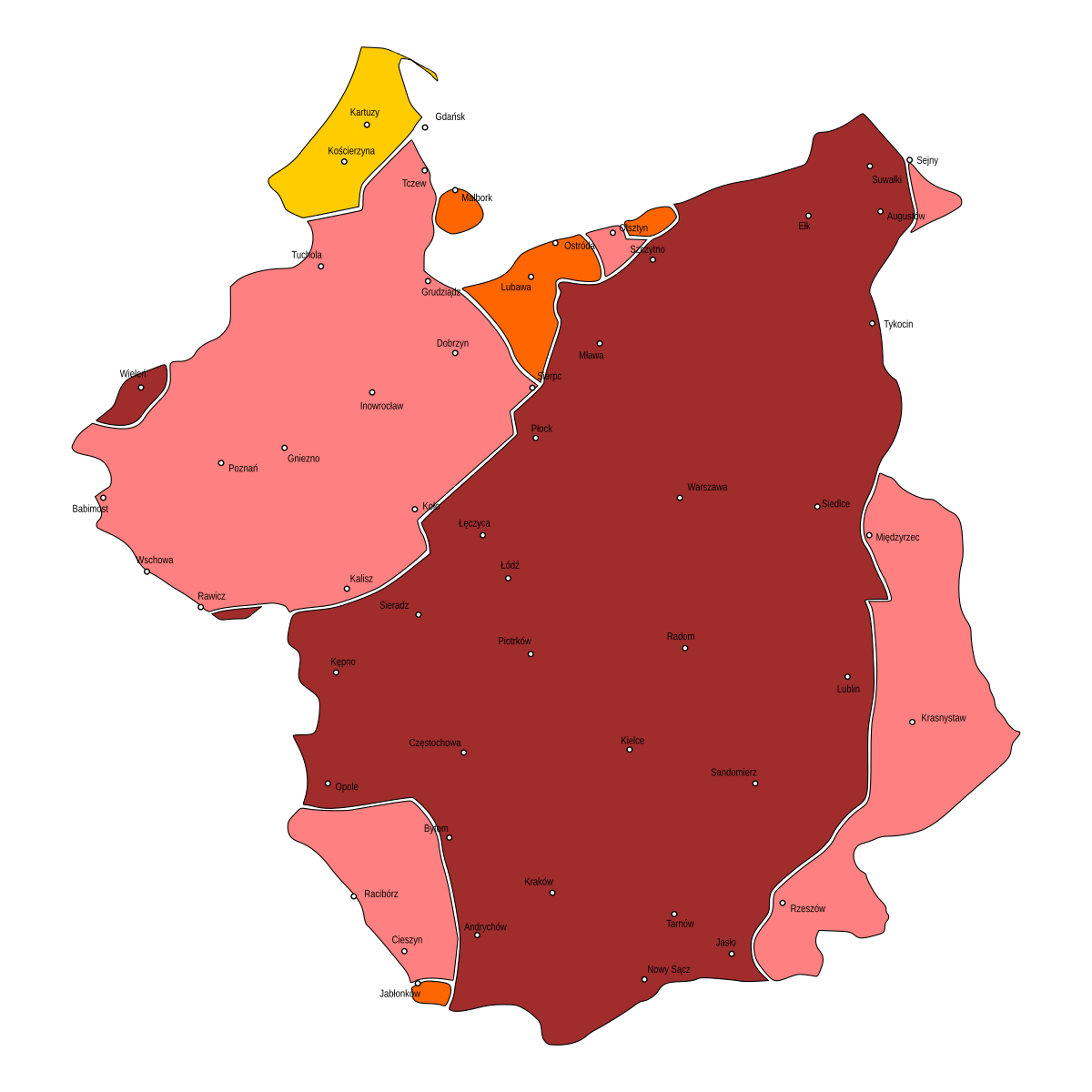
Mapa gwar polskich. Gwary z mazurzeniem zaznaczone na
ciemnoczerwono

Mazurzenie ma w gwarach szeroki zasięg. Mazurzy Mazowsze z Mazurami (dawne Prusy Książęce), cała Małopolska bez skrajów południowowschodnich przy Ukrainie, wschodni i północny Górny Śląsk wliczając Opole i Katowice, oraz na środku Polski ziemia sieradzka, łęczycka i łowicka. Osobliwością są trzy wyspy mazurzące na peryferium Wielkopolski: kilka wsi w okolicach Wielenia, kilka innych koło Rawicza oraz Chwalim – pojedyncza wioska obok Wolsztyna.
Tereny bez mazurzenia na zachodzie to Wielkopolska, Kujawy i ziemie chełmińska i dobrzyńska, południowy zachód Górnego Śląska, Pomorze i dawne Prusy Królewskie (Warmia z okolicami Ostródy i Lubawy). Wschodnie przygranicze Polski przy Ukrainie, Białorusi i Litwie również nie mazurzy. Zalicza się tu wschodnie krańce Małopolski przy rzekach San i Wisłok (okolice miast Rzeszowa i Przemyśla; historycznie część Rusi Czerwonej), Lubelszczyzna na wschód od Wieprza, Podlasie i część Suwalszczyzny (Sejny, Puńsk).

## Opis zjawiska
Polszczyzna literacka ma trzy symetryczne szeregi sybilantów, to znaczy spółgłosek szczelinowych i zwarto-szczelinowych artykułowanych kierując powietrze na zęby. Te trzy szeregi to: zębowy, dziąsłowo-podniebienny oraz zadziąsłowy. Przedstawia je tabelka poniżej.
|                     |              | Zębowe | Zadziąsłowe | Dziąsłowo- podniebienne |
| ------------------- | ------------ | ------ | ----------- | ----------------------- |
| Zwarto- szczelinowe | bezdźwięczne | t͡s     | t͡ʂ          | t͡ɕ                      |
| Zwarto- szczelinowe | dźwięczne    | d͡z     | d͡ʐ          | d͡ʑ                      |
| Szczelinowe         | bezdźwięczne | s      | ʂ           | ɕ                       |
| Szczelinowe         | dźwięczne    | z      | ʐ           | ʑ                       |

Głoski szeregów zębowego i zadziąsłowego są twarde (niespalatalizowane) i może po nich wystąpić głoska [ɨ], a nigdy [i] (nie licząc bardzo niedawnych zapożyczeń). Szereg dziąsłowo-podniebienny przeciwnie jest miękki i może po spółgłoskach tych wystąpić [i] ale nigdy [ɨ]. Dziś zazwyczaj uznaje się [i] oraz [ɨ] za osobne fonemy, jednak w dawniejszych pracach najczęściej były traktowane jak alofony i wciąż są one w dużej mierze w dystrybucji komplementarnej, a rozróżnia się je przede wszystkim po wargowych (chyba że miękkie wargowe uznać za osobne fonemy) i – o czym wspomniano – w niedawnych zapożyczeniach (zobacz też: fonetyka języka polskiego). Dla wcześniejszych stadiów rozwoju języka należy przyjąć, że [i] oraz [ɨ] to alofony (warianty oboczne) jednego fonemu /i/.
Aby w pełni zrozumieć nie tylko na czym polega mazurzenie, ale również przejść do dyskusji o jego pochodzeniu i chronologii należy zapoznać się z elementami historii fonetycznej języka polskiego. Poniżej przedstawione są odpowiedniki tych dźwięków co wcześniej w polszczyźnie od XIII do XVI wieku (zobacz też: język staropolski – sekcja o fonologii).
|                     |              | Zębowe | Zadziąsłowe | Dziąsłowo- podniebienne |
| ------------------- | ------------ | ------ | ----------- | ----------------------- |
| Zwarto- szczelinowe | bezdźwięczne | t͡sʲ    | t͡ʃ          | t͡ɕ                      |
| Zwarto- szczelinowe | dźwięczne    | d͡zʲ    | d͡ʒ          | d͡ʑ                      |
| Szczelinowe         | bezdźwięczne | s      | ʃ           | ɕ                       |
| Szczelinowe         | dźwięczne    | z      | ʒ           | ʑ                       |

Najważniejszą różnicą wobec systemu współczesnego jest tu to, że szereg zadziąsłowy jest miękki (spalatalizowany): /ʃ/, /ʒ/, /t͡ʃ/, /d͡ʒ/. W przeciwieństwie do współczesnego języka po tych dźwiękach następowało [i], a nie [ɨ]. Dwie afrykaty /t͡s/ i /d͡z/ były wtedy również miękkie: /t͡sʲ/, /d͡zʲ/.
Jeszcze jedną ważną rzeczą było istnienie od około XIII wieku fonemu /r̝/, powstałego ze wcześniejszego miękkiego /rʲ/. Jego wymowa była niejako pośrednia między [r] i [ʒ], była to jednocześnie głoska drżąca jak i szczelinowa (podobny dźwięk istnieje do dziś w języku czeskim).
Stwardnienie (dyspalatalizacja) serii zadziąsłowej i afrykat /t͡sʲ/ i /d͡zʲ/ zaszło około wieku XVI. W gwarach niemazurzących powstał w rezultacie system taki, jak ma współczesna polszczyzna (patrz wyżej). W gwarach mazurzących doszło jednak do poważnej redukcji liczby fonemów, bo szereg zadziąsłowy zlał się całkowicie z szeregiem zębowym:
|                     |              | Zębowe | Dziąsłowo- podniebienne |
| ------------------- | ------------ | ------ | ----------------------- |
| Zwarto- szczelinowe | bezdźwięczne | t͡s     | t͡ɕ                      |
| Zwarto- szczelinowe | dźwięczne    | d͡z     | d͡ʑ                      |
| Szczelinowe         | bezdźwięczne | s      | ɕ                       |
| Szczelinowe         | dźwięczne    | z      | ʑ                       |

pozostawiając jedynie dwa szeregi, nie trzy. Dwie wspomniane miękkie afrykaty stwardniały tak, jak w reszcie gwar. Ważną uwagą jest to, że nowe spółgłoski zębowe, powstałe z dawnych zadziąsłowych, są teraz również twarde, następuje po nich [ɨ], nigdy zaś [i] (ale zobacz niżej), zatem uległy one stwardnieniu tak, jak w gwarach bez mazurzenia.
Kluczowy jest tu też los głoski /r̝/: na większości terenów zarówno mazurzących jak i niemazurzących przeszła ona całkiem w [ʐ] około XVIII wieku. Zatem w gwarach bez mazurzenia stare /ʐ/ i nowe /ʐ/ zlały się całkiem i są nierozróżnialne. Ponieważ polska pisownia trzyma się tu etymologii, ten dawny dźwięk jest do dzisiaj zapisywany ⟨rz⟩, podczas gdy dawne /ʐ/ zapisywane jest ⟨ż⟩. W gwarach mazurzących jednak już wtedy głoski /ʐ/ nie było, dlatego fonem ten zmienił po prostu swoją artykulację. W tych gwarach spółgłoska [ʂ] występuje tylko jako alofon (wariant) /ʐ/ w kontekstach ubezdźwięczniających (na końcu wypowiedzi, w sąsiedztwie spółgłosek bezdźwięcznych, a zależnie od gwary czasem też ogólnie na końcu słowa). Zmiana każdego współczesnego /ʐ/ na /z/, niezależnie od jego pochodzenia, jest typowym przejawem nieudolnego naśladowania gwary.
W tabelce wymieniono przykłady ilustrujące różnice między mową mazurzącą i niemazurzącą (rozróżniającą):
| Mazurzenie | Brak mazurzenia | Pisownia literacka | Uwagi                   |
| ---------- | --------------- | ------------------ | ----------------------- |
| [sɛɕt͡ɕ]    | [ʂɛɕt͡ɕ]         | sześć              |                         |
| [t͡sas]     | [t͡ʂas]          | czas               |                         |
| [zɔna]     | [ʐɔna]          | żona               |                         |
| [st͡sɛkat͡ɕ] | [ʂt͡ʂɛkat͡ɕ]      | szczekać           |                         |
| [jɛzd͡zɛ]   | [jɛʐd͡ʐɛ]        | jeżdżę             |                         |
| [ʐut͡sat͡ɕ]  | [ʐut͡sat͡ɕ]       | rzucać             | etymologiczne /r̝/       |
| [pʂɛt]     | [pʂɛt]          | przed              | etymologiczne /r̝/       |
| [mɔzɛ]     | [mɔʐɛ]          | może               | homofony bez mazurzenia |
| [mɔʐɛ]     | [mɔʐɛ]          | morze              | homofony bez mazurzenia |
| [sɨtɨ]     | [sɨtɨ]          | syty               | homofony z mazurzeniem  |
| [sɨtɨ]     | [ʂɨtɨ]          | szyty              | homofony z mazurzeniem  |

### Archaizm podhalański
Osobliwy rodzaj mazurzenia występuje na Podhalu. Tamte gwary mazurzą, jednak po fonemach /s, z, t͡s, d͡z/ – zarówno pierwotnych, jak i pochodzących z wcześniejszych /ʂ, ʐ, t͡ʂ, d͡ʐ/ – występuje tam zawsze [i], a nie [ɨ]. [i] występuje tam też po /ʐ/ (z dawnego /r̝/), ale taką cechę mają również gwary na Śląsku. Wymawia się tam zatem: [sija] szyja, [zitɔ] żyto, [kʂit͡si] krzyczy, [mʲɛd͡zi] miedzy, [kʂis] krzyż. Ponieważ w takim stanie zachowane jest pierwotne [i] po dawnych spółgłoskach zadziąsłowych (kiedyś miękkich), zjawisko to zostało nazwane „archaizmem podhalańskim”.

## Przyczyny
Powstało kilka hipotez usiłujących wyjaśnić pochodzenie mazurzenia. W polskich środowiskach akademickich żywa dyskusja na ten temat trwała od roku 1947 do lat 50. Jest to kwestia blisko związana z zagadnieniem chronologii tego zjawiska, o którym polemik było jeszcze więcej.

### Wpływy obce
Stanisław Dobrzycki jako pierwszy postulował wpływ substratu staropruskiego na genezę mazurzenia. Hipoteza ta została później rozwinięta przez Sieliszczewa i Milewskiego. Wykazano, że w pożyczkach z polszczyzny do języka pruskiego polskie spółgłoski zadziąsłowe /ʃ, ʒ/ są regularnie zastępowane przez spółgłoski zębowe /s, z/, np. dūsai- z polskiego dusza, supana z polskiego żupan (staropruskie /z/ pisano ⟨s⟩). Według tej teorii mazurzenie powstało jako cecha mowy spolszczonych Prusów na Mazurach (zobacz gwara mazurska), skąd później się szerzyło na południe. Zgadza się to z zapisami z epoki, wskazującymi na to, że mazurzenie najpierw ogarnęło Mazowsze, a dopiero po nim Małopolskę i pozostałe obszary. Taszycki bierze w swoich rozważaniach pod uwagę wpływ pruski, natomiast Urbańczyk odnosi się do tej hipotezy krytycznie i utrzymuje, że polonizujący się Prusowie wywołali siakanie w gwarach malborsko-lubawskich, a nie mazurzenie na Mazurach.
Inne teorie, które powstanie mazurzenia wiążą z kontaktem językowym, to: teoria wpływu niemczyzny wysnuta przez Trautmanna, poparta analogicznymi argumentami do tych o wpływie pruskim powyżej, a także domniemane prehistoryczne wpływy celtyckie lub nawet uralskie.

### Rozwój rodzimy
Przyjmuje się często (pierwsza zrobiła to Halina Koneczna) bezpośrednie powiązanie mazurzenia ze wspomnianą powyżej depalatalizacją szeregu zadziąsłowego około XVI wieku, przez które miękkie /ʃ/, /ʒ/, /t͡ʃ/, /d͡ʒ/ straciły palatalność i przeszły w /ʂ/, /ʐ/, /t͡ʂ/, /d͡ʐ/ na terenach niemazurzących, ale w /s/, /z/, /t͡s/, /d͡z/ w gwarach mazurzących. W pierwszym przypadku fonemy te zmieniły jedynie swój sposób artykulacji z miękkiego (palatalnego) na twardy (niepalatalny), podczas gdy w drugim przypadku utrata tak wyrazistej cechy doprowadziła do kompletnego zlania się ich z zębowymi. Inne potraktowanie w tych dwu przypadkach można wyjaśnić już wcześniejszą różnicą w wymowie zadziąsłowych między tymi dwoma grupami gwar.
Zaproponowano również, że to i podobne zjawiska (jabłonkowanie, kaszubienie) spowodowane zostały przeładowaniem staropolskiej głosowni przez sybilanty. Akustyka każdego z trzech szeregów /s.../, /ʃ.../, /ɕ.../ najwyraźniej nie wyróżniała żadnego dostatecznie, przez co większość dialektów uprościła system, zrównując ze sobą dwa z nich. Wedle tego poglądu mazurzenie, jabłonkowanie i kaszubienie są równoległymi procesami o tej samej przyczynie, jedynie innym rezultacie. Pierwszy postawił tę hipotezę Rudnicki, a później poparł i poszerzył André Vaillant i Brajerski, przy czym ten ostatni na poparcie tej tezy przedstawił porównywalne zjawisko w języku dolnołużyckim. Milewski dołącza do tego ponadto podobne porównanie z historii języków mongolskich. Jednak razem z Koneczną oraz Kuryłowiczem stwierdza on, że owo przeładowanie nie mogło być głównym powodem mazurzenia, jako że nie zaszło na całym polskim obszarze językowym, mimo takich samych warunków. Z tego powodu nie można go przyjąć za jedyny powód powstania mazurzenia, ale jako jeden z wielu czynników.
Ze szczególną teorią wyszedł Kuryłowicz, który też początki mazurzenia łączy ze wspomnianą depalatalizacją, ale w inny sposób. Mianowicie, wychodząc od tego, że zmiana /ʃ.../ > /ʂ.../ nie wszędzie postąpiła w tym samym czasie, teoretyzuje on, że w miejscach gdzie gwary, które ową zmianę już przeprowadziły (gwary innowacyjne) sąsiadowały z gwarami, w których panowała jeszcze dawna wymowa (gwary archaiczne), archaiczne gwary usiłowały wprowadzić również u siebie wspomnianą zmianę fonetyczną (ponieważ była innowacją to miała tendencje się szerzyć). Te gwary jednak, nie mając u siebie stosownych dźwięków, aby oddać obce /ʂ/ i /ʐ/, zastąpiły je znanymi sobie /s/ i /z/ (najwyraźniej uznając ich brak palatalności za pierwszorzędną cechę, a miejsce artykulacji za mniej znaczące). Twarde /t͡s/ oraz /d͡z/ zostały zapożyczone z nowego systemu i zastąpiły /t͡sʲ/ oraz /d͡zʲ/; pozostałe /t͡ʃ/ i /d͡ʒ/ tworzyły asymetrię w głosowni i, nie mogąc utrzymać się długo, zlały się w /t͡s/ i /d͡z/ (zresztą sam status [d͡ʒ] jako osobnego fonemu w dawnej polszczyźnie jest wątpliwy).

## Mazurzenie a język literacki
Ponieważ w polskim języku literackim nie ma mazurzenia, było ono od dawna zwykle uznawane za wymowę gorszą. Osoby usiłujące wyzbyć się mazurzenia nie wiedziały, w których wyrazach powinny wprowadzić obce sobie głoski zadziąsłowe, chyba że je posłyszały w wymowie z rozróżnieniem, a w innych przypadkach popełniały często błędy. Mylne wprowadzenie głosek /ʂ/, /ʐ/, /t͡ʂ/, /d͡ʒ/ zamiast /s/, /z/, /t͡s/, /d͡z/ do wyrazów, w których nigdy ich nie było nazywa się szadzeniem lub po prostu mylnym odmazurzeniem. Przykłady słów z szadzeniem zanotowane w gwarach według Atlasu Gwar Polskich: proszo zamiast „proso”, bydlęczy zamiast „bydlęcy”, szmalec zamiast „smalec”.
Dążność do unikania mazurzenia pośrednio przyczyniła się do wprowadzenia do języka polskiego przyrostków -icz, -owicz (np. panicz, królewicz, Chodkiewicz, Wołowicz), form czasowników typu depcze, łopocze, a także formacji przymiotników typu ochoczy, roboczy. Pierwotnymi polskimi formami były, -ic oraz -owic (jak w dziedzic), depce oraz łopoce, a spodziewaną formą przymiotników byłoby ochocy oraz robocy. Zastępstwo /t͡s/ przez /t͡ʂ/ w tych słowach wprowadziła najpierw polonizująca się szlachta ruska, przenosząc do nich wymowę ze swojego rodzimego języka. Małopolanom i Mazowszanom chcącym oduczyć się mazurzenia, a mającym do wyboru te dwie wymowy, wymowa kresowa wydawała się poprawniejsza, co ostatecznie zaważyło na rozpowszechnieniu się wspomnianych form w polszczyźnie.
Bywało też, że gwarowa wymowa dostawała się do języka literackiego i została przyjęta jako obowiązująca. Tak też się stało m.in. ze słowami „cudo”, „cudny”, „cacko”, „ceber”, „dzban” – zamiast staropolskich czudo, czudny, czaczko, czeber, dżban/czban.

## Podobne zjawiska
Innym dialektalnym zjawiskiem w języku polskim dotyczącym szeregów sybilantów jest jabłonkowanie. Występuje w gwarach okolic Jabłonkowa na Śląsku, a na północy w Warmii oraz koło Ostródy i Lubawy. Polega ono na zidentyfikowaniu się szeregów dziąsłowo-podniebiennego i zadziąsłowego. Jabłonkowanie często omawia się razem z mazurzeniem, traktując oba jako zjawiska mające na celu zredukowanie liczby spółgłosek przedniojęzykowych szczelinowych i zwarto-szczelinowych w języku polskim (zobacz wyżej sekcję „Przyczyny”).
W podobny sposób z mazurzeniem łączone jest kaszubienie, które polega na depalatalizacji dawnych spółgłosek zębowych miękkich (odpowiedniki polskiego szeregu dziąsłowo-podniebiennego) i ich zrównanie ze spółgłoskami zębowymi twardymi w języku kaszubskim, np. kaszubskie sécë, cëchò, zelony, dzéń – polskie „sieci”, „cicho”, „zielony”, „dzień”.
Podobne do mazurzenia zjawisko występuje w języku chorwackim w niektórych odmianach dialektu czakawskiego, gdzie określa się go terminem cakawizm.
Kilka gwar języka białoruskiego na Podlasiu zapożyczyło mazurzenie od sąsiadujących gwar polskich.
W wymarłym języku połabskim część dialektów dokonała zmieszania kontynuantów dawnych spółgłosek zębowych /s/, /z/, /t͡s/ i zadziąsłowych /ʃ/, /ʒ/, /t͡ʃ/, czyli dokładnie tak jak przy mazurzeniu. Z ocalałych materiałów językowych jedynie Vocabulaire Vandale Pfeffingera raczej konsekwentnie rozróżnia te dwa szeregi w pisowni, a pozostałe zabytki wskazują na ich jednakową wymowę. Słownik Pfeffingera opisuje zatem dialekt archaiczny, a w pozostałych poświadczonych dialektach występuje mazurzenie.
W niektórych narzeczach słowiańskich nastąpiła węższa zmiana, dotykająca tylko bezdźwięcznych afrykat. We wschodniej słowiańszczyźnie znaleźć ją można w gwarach północnorosyjskich. W tych dialektach rosyjskie /t͡s/ oraz /t͡ɕ/ (z prasł. *č) złączyły się w jeden fonem, wymawiany rozmaicie: /t͡s/, /t͡sʲ/ lub /t͡ɕ/ w zależności od gwary. Cecha ta nosi miano cokania, ros. цоканье (w gwarach z wymową zębową) lub czokania, ros. чоканье (w gwarach z wymową zadziąsłową). Z kolei w językach zachodniosłowiańskich dawny fonem /t͡ʃ/ przeszedł w /t͡s/ w języku dolnołużyckim, czym różni się od górnołużyckiego.